# 法尔瓦泰拉
法尔瓦泰拉（義大利語：Falvaterra），是意大利弗罗西诺内省的一个市镇。总面积12.78平方公里，人口601人，人口密度47.0人/平方公里（2009年）。ISTAT代码为060032。